# Ampharete kudenovi
Ampharete kudenovi är en ringmaskart som beskrevs av Jirkov 1994. Ampharete kudenovi ingår i släktet Ampharete och familjen Ampharetidae. Inga underarter finns listade i Catalogue of Life.